# Notenaustausch
Beim Notenaustausch werden diplomatische Noten ausgetauscht, um Staatsverträge rechtsverbindlich abzuschließen oder im Wege von Nachverhandlungen zu ändern.
Beispiele:
- Notenaustausch vom 15. März/18. August 1928 zwischen der Schweiz und Polen über die Anwendung der Haager Übereinkunft betreffend Zivilprozessrecht
- Notenaustausch vom 24. Dezember 1929 zwischen der Schweiz und Deutschland über die Vollstreckbarerklärung von Kostenentscheidungen
- Notenaustausch vom 17. März 2014 zwischen der Schweiz und der Europäischen Union betreffend die Übernahme der Durchführungsverordnung (EU) Nr. 118/2014 zur Änderung der Verordnung (EG) Nr. 1560/2003 mit den Dublin-Durchführungsbestimmungen
- Ergänzungsvereinbarung vom 6. Mai 2015 zum Notenaustausch betreffend die Geltung der schweizerischen Heilmittelgesetzgebung in Liechtenstein vom 11. Dezember 2001 über die Zulassung von Arzneimitteln mit neuen Wirkstoffen